# Parysatis
Parysatis (zm. ok. 395 p.n.e.) – córka króla Persji Artakserksesa I z dynastii Achemenidów i jego konkubiny Andii z Babilonu; siostra przyrodnia królów Persji: Kserksesa II, Sogdianosa i Dariusza II; żona tego ostatniego.
Po śmierci jej ojca Artakserksesa I, zamordowanego przez swojego szambelana, tron Persji obejmowali kolejno jej przyrodni bracia: Kserkses II (zamordowany po 45 dniach swoich rządów) i Sogdianos (zamordowany po 6 i pół miesiąca swoich rządów).
Parysatis wydana za mąż za swojego przyrodniego brata Dariusza II, wraz z nim zleciła morderstwo Sogdianosa, które wyniosło na tron Persji Dariusza II w 424 roku p.n.e. Dariusz II miał z nią trzynaścioro dzieci, z których pięcioro osiągnęło wiek dorosły:
- córka Amestris,
- syn Arsakes zw. Artakserksesem II,
- syn Cyrus zw. Cyrusem Młodszym,
- syn Artostes,
- syn Oksendras.

Podczas panowania swego męża Parysatis współrządziła państwem. Doprowadziła w 408 p.n.e. do mianowania jej syna Cyrusa Młodszego satrapą Lidii, Kapadocji i Frygii w dzisiejszej Turcji zachodniej. Gdy Cyrus Młodszy wystąpił przeciwko Artakserksesowi II, wówczas już królowi Persji, a następnie został przez niego pokonany i zabity w bitwie pod Kunaksą w 401 p.n.e., Parysatis szybko uzyskała dominujący wpływ na tego ostatniego.